# 21.º Batalhão de Tanques Leves
O 21º Batalhão de Tanques Leves (em polonês/polaco:  21 Batalion Czołgów Lekkich, 21 bczl, 21º BCZL) foi uma unidade blindada do Exército Polonês na Segunda República Polonesa.
O batalhão não participou da organização do exército em tempos de paz. Mobilizado como parte da primeira onda de mobilização geral de 31 de agosto a 3 de setembro de 1939, pelo 12º Batalhão Blindado em Lutsk, como uma unidade de reserva do Comando Supremo. Foi equipado com tanques Renault R-35  trazidos para a Polônia em 20 de julho de 1939.

## 21º BCZL na campanha de setembro

Camuflagem dos tanques poloneses Renault R35.

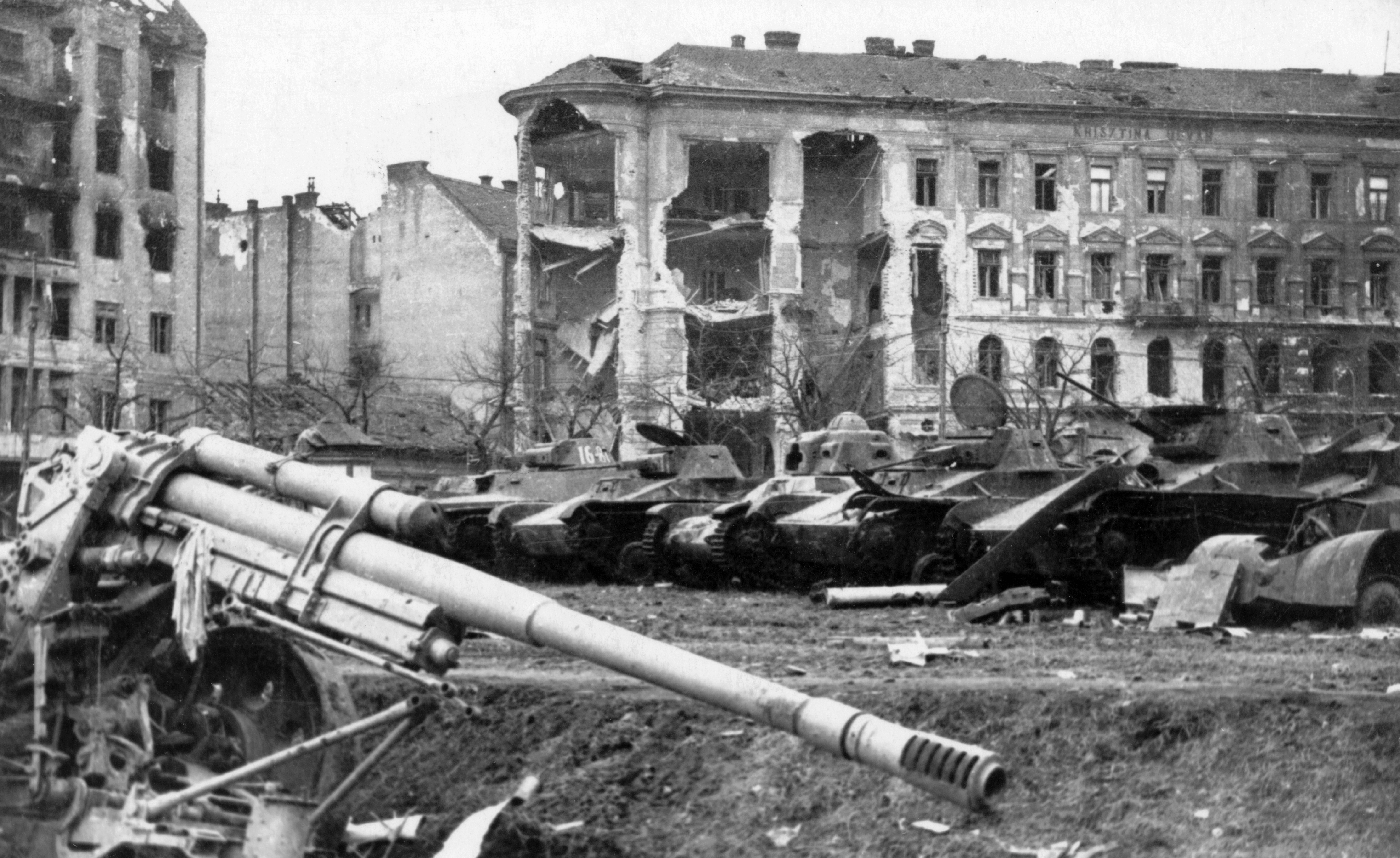
Equipamentos capturados pelo Exército Vermelho em Budapeste, o terceiro da esquerda é o tanque Renault R35. É provavelmente um dos veículos blindados poloneses internados na Hungria em 1939.

Estando à disposição do Comandante-em-Chefe (em polonês/polaco:  Naczelnego Wodza, NW), ele não participou da primeira fase dos combates. O quartel-general do NW decidiu reforçar o Exército "Pequena Polônia" (em polonês/polaco:  Armii „Małopolska”) com o 21º Batalhão. Em 14 de setembro, o batalhão marchou de Kiwerce para Dubno, onde foi embarcado em um transporte ferroviário. Devido à destruição da linha ferroviária, o batalhão chegou apenas até a estação Radziwiłłów. Daí, após inúmeras mudanças de atribuições, em 15 de setembro, por ordem do Comando Supremo, foi enviado para a defesa da chamada "cabeça-de-ponte romena". Em 15/16 de setembro, em marcha noturna, o batalhão chegou à floresta perto de Brzeżany pela manhã. Em 16 de setembro, o comandante do pelotão de tanques de reserva, Tenente Marian Fijałkowski recebeu ordens de marchar com a companhia técnica e econômica. Devido ao fato da coluna ser composta por "Berliets" velhos e desgastados, a companhia estava ficando para trás. Em 17 de setembro, por ordem do General-de-Divisão Władysław Sikorski, o pelotão do Tenente Fijałkowski usou seus tanques para fortalecer a defesa das pontes (rodoviárias e ferroviárias) sobre o Dniestre em Niżniów, que foram protegidas contra o Exército Vermelho pela Companhia de Infantaria de Defesa Nacional de Stanisławów. Após outra marcha noturna em 16/17 de setembro, o batalhão chegou à área designada. Às 3h00 eles passaram por Stanisławów e uma hora depois organizaram um acampamento na floresta Klubowce na rota Tyśmienica – Niżniów. Às 11h30, o comandante do batalhão, o Major Jerzy Łucki, tomou conhecimento da agressão soviética contra a Polônia. Poucas horas depois, sob ordens do Comando Supremo, a unidade partiu para a fronteira entre a Polônia e a Romênia. O batalhão cruzou a fronteira em Kuty em 18 de setembro às 15h (com 34 tanques). Um pelotão de tanques de reserva, seguindo o 21º Regimento de Infantaria em direção à fronteira, se envolveu em uma escaramuça com sabotadores comunistas enquanto marchava por Kolomyia em 19 de setembro. Então, em 20 de setembro, ele cruzou a fronteira com quatro tanques. Dois tanques e uma patrulha de motocicletas, seguindo o batalhão pela retaguarda, foram incluídos na defesa da cidade de Kuty pelo comandante da cidade, o Major H. Piątkowski. Após a intervenção do Major Łucki, os tanques e a patrulha juntaram-se ao batalhão em 21 de setembro. Finalmente, em 4 de outubro, o equipamento e os tanques do batalhão foram entregues ao lado romeno, e os soldados foram internados.
Dois (ou talvez 3) tanques R35 do 21º Batalhão de Tanques Leves juntaram-se à 10ª Brigada de Cavalaria Motorizada e cruzaram a fronteira com a Hungria com ela. A origem desses tanques não é totalmente clara. Eles podem ter vindo da companhia do Tenente Jakubowicz ou do 21º Batalhão de Tanques Leves.

## Estrutura e efetivo do batalhão
Efetivo em setembro de 1939:
- Comandante - Major Jerzy Łucki

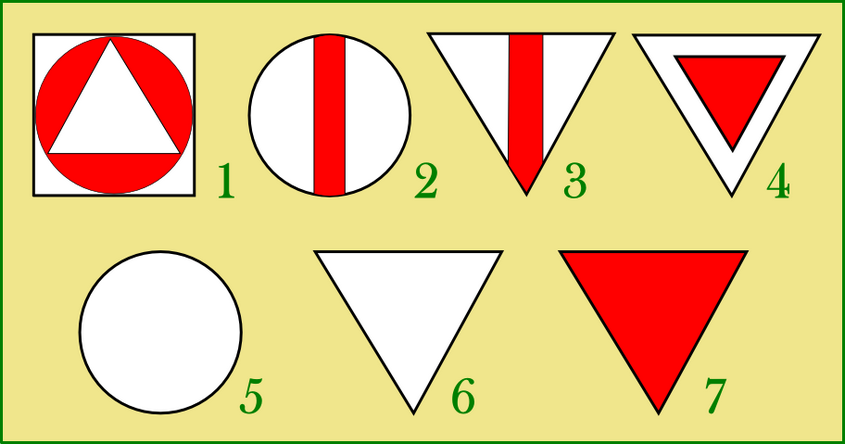
Marcações táticas pintadas em tanques leves e de reconhecimento

- Vice-comandante – Capitão Jan Okolski (até 8 ou 11 de setembro de 1939)
- Oficial tático e de reconhecimento – Capitão Walerian Łań (a partir de 8 ou 11 de setembro de 1939, vice-comandante do batalhão)[6]
- Ajudante – Tenente Tadeusz Kraczkiewicz
- Comandante do pelotão de defesa aérea - Tenente da reserva Jerzy Piątkowski[6]
- Comandante da 1ª Companhia – Capitão José Wasilewski
  - Comandante do 1º Pelotão – Tenente Mieczyslaw Panieczko
  - Comandante do 2º Pelotão – 2º Tenente Boguslaw Grudzinski
  - Comandante do 3º Pelotão – 2º Tenente Thomas, o Kostuch
  - Comandante do 4º Pelotão – Sargento-cadete Corandum Wiktor Slabczynski
- Comandante da 2ª Companhia – Tenente Marian Kochanowski
  - Comandante do 1º Pelotão – Tenente da reserva Józef Kostylek
  - Comandante do 2º Pelotão – Sargento-cadete Corandum /2º Ten. Stanislaw Janiszewski
  - Comandante do 3º Pelotão – 2º Tenente da reserva Waclaw Kowalski
  - Comandante do 4º pelotão – 2º Tenente Janusz Kaliszewski
- Comandante da 3ª Companhia – Capitão Ricardo Orlinski
  - Comandante do 1º Pelotão – Tenente Leszek Szczepanski
  - Comandante do 2º Pelotão – Sargento-cadete da reserva Eugeniusz Hauck
  - Comandante do 3º Pelotão – Sargento-cadete da reserva Adam Ostromęcki
  - Comandante do 4º pelotão – 2º Tenente da reserva Stanislaw Kleniewski
- Comandante da companhia técnica e econômica – Capitão Jan Zurek
  - Comandante do pelotão técnico – Tenente Marian Fijalkowski
  - Comandante do pelotão econômico – 2º Tenente da reserva Eugeniusz Karniol